# 奇迹 (许茹芸专辑)
《奇蹟》是許茹芸第16張國語專輯，於2014年10月31日發行。

## 專輯文案
還記得 當時決定做這張專輯前，
找了建騏幾次，聊了好久，直到他時間允許參與專輯的製作，
這張「奇蹟音樂」才正式開始拍版開張。

好幾首歌曲，都是在不同的夜裡，
分別和我那幾個充滿滿創作靈魂的好友們，慢慢討論，慢慢成型。
可以很確定的說，這張專輯，是在很多愛的滋養中慢慢孵出，是ㄧ張充滿「愛」的奇蹟。

拜「處女座+水瓶座」的堅持，
花了近三年的時間，過程真的挺辛苦的，其間也有快要放棄的時候...
但，想到大家的愛及姐妹們的支持，
憑著這些溫暖，也就一路這樣挺過來了..

又想都沒想到，
會在專輯做到快完成品的時候，遇見我的真命天子。
當時正在錄的歌曲恰好是「最難的是相遇」，
從沒想過我的「人和歌」，竟然能有如此巧妙[合而為一]的姻緣，
也算是我人生旅程當中，最美好的奇蹟∼:)

這是一張得來不易的「奇蹟」，它象徵的是一種對生命的堅持、信念 及希望的力量。
奇蹟，它存放在有愛的你(妳)我心中的天堂。

許茹芸

## 曲目
| 次序 | 歌名                                          | 作曲   | 填詞   | 編曲   | 製作人        |
| ---- | --------------------------------------------- | ------ | ------ | ------ | ------------- |
| 1.   | 星球號序曲                                    | 陳建騏 |        | 陳建騏 | 陳建騏        |
| 2.   | 健忘 （電影【被偷走的那五年】插曲）           | 許哲珮 | 小寒   | 陳建騏 | 陳建騏/許茹芸 |
| 3.   | 奇蹟                                          | 蔡健雅 | 蔡健雅 | 陳建騏 | 陳建騏/許茹芸 |
| 4.   | I'll be with you                              | 吳青峯 | 吳青峯 | 陳建騏 | 陳建騏/許茹芸 |
| 5.   | 最難的是相遇                                  | 吳青峯 | 李格弟 | 陳建騏 | 陳建騏/許茹芸 |
| 6.   | 柔軟的冷漠                                    | 魏如萱 | 魏如萱 | 陳建騏 | 陳建騏/許茹芸 |
| 7.   | 小小的死                                      | 陳建騏 | 李格弟 | 陳建騏 | 陳建騏/許茹芸 |
| 8.   | 現在該怎麼好                                  | 許茹芸 | 吳青峯 | 陳建騏 | 陳建騏/許茹芸 |
| 9.   | 我留下的一個生活 (電影【因為愛情】中文宣傳曲) | 蔡健雅 | 吳青峯 | 陳建騏 | 陳建騏/許茹芸 |
| 10.  | 溫暖的想念                                    | 陳建騏 | 李心潔 | 陳建騏 | 陳建騏/許茹芸 |

## 音樂錄影帶
| 歌曲名稱                               | 導演   | 附註     |
| -------------------------------------- | ------ | -------- |
| 健忘                                   | 黃中平 | 首波主打 |
| 我留下的一個生活（页面存档备份，存于） | 黃中平 | 第二主打 |
| 最難的是相遇 （页面存档备份，存于）    | 黃中平 | 第三主打 |